# Thompson's Station
Thompson's Station est une municipalité américaine située dans le comté de Williamson, à une quarantaine de kilomètres au sud de Nashville, la capitale du Tennessee.
Selon le recensement de 2010, Thompson's Station compte 2 194 habitants. La municipalité s'étend alors sur une superficie de 18,76 milles carrés (48,59 km2).
Edward Swanson est le premier Européen à s'installer sur ce site vers 1780. D'abord appelée White House puis Littlebury, la localité est renommée en 1856 en l'honneur du docteur Elijah Thompson, qui a donné une partie de ses terres pour construire la gare (en anglais : station) du Louisville and Nashville Railroad. Thompson's Station devient une municipalité en 1990.